# Missjö
Missjö este o arie protejată (arie specială de conservare — SAC, sit de importanță comunitară — SCI, arie de protecție specială avifaunistică — SPA) din Suedia întinsă pe o suprafață de 1.832,9 ha, integral pe uscat.

## Localizare
Centrul sitului Missjö este situat la coordonatele 58°20′45″N 16°58′36″E / 58.3457°N 16.9766°E.

## Înființare
Situl Missjö a fost declarat sit de importanță comunitară în ianuarie 2002 pentru a proteja 13 specii de animale. Alte tipuri de protecție:
- arie de protecție specială avifaunistică (în ianuarie 2002)[2]
- arie specială de conservare (în martie 2011)[1][3][4]

## Biodiversitate
Situată în ecoregiunile boreală și marină baltică, aria protejată conține 8 habitate naturale: Pășuni din zone de pădure fino-scandinave, Lagune de coastă, Roci stâncoase cu vegetație pionieră de Sedo-Scleranthion sau Sedo albi-Veronicion dillenii, Insulițe și insule mici din Baltica boreală, Recifuri, Taiga vestică, Golfuri mici largi și golfuri puțin adânci, Pășuni de coastă din Baltica boreală.
La baza desemnării sitului se află mai multe specii protejate de  păsări (13): pietruș (Arenaria interpres), rața moțată (Aythya fuligula), Cepphus grylle, scoicar (Haematopus ostralegus), sfrâncioc roșiatic (Lanius collurio), rață catifelată (Melanitta fusca), Mergus serrator, eider (Somateria mollissima), lup de mare mic (Stercorarius parasiticus), chiră de baltă (Sterna hirundo), Sterna paradisaea, cocoșul de mesteacăn (Tetrao tetrix tetrix), fluierarul cu picioare roșii (Tringa totanus).